# Ciklikus adenozin-monofoszfát
A ciklikus adenozin-monofoszfát (cAMP, ciklikus AMP vagy 3′-5′-ciklikus-adenozin-monofoszfát) molekula számos
biológiai folyamat résztvevője.
Az adenozin-trifoszfátból (ATP) képződik.

## Funkciók
A cAMP ugyan nem képes átjutni a sejtmembránon, de másodlagos hírvivő (secondary messenger) molekulaként fontos szerepet játszik a sejten belüli jelátviteli (szignál transzdukció) folyamatokban. Olyan hormonok hatásának kiváltásában vesz részt, mint például a glukagon és az adrenalin.
Fő hatása a proteinkináz enzimek aktiválása, és szabályozza a Ca2+ ionok ioncsatornákon keresztüli áthaladásának mértékét is.